# Ozana Barabancea
Ozana Barabancea (n. 4 octombrie 1969, București) este o profesoară de canto și solistă română de jazz, personalitate TV și membră a juriului show-urilor de televiziune Splash! Vedete la Apă și Te cunosc de undeva!, difuzate pe Antena 1. Este o artistă ce abordează genuri diverse, având însă un punct comun: muzica. Deși inițial a fost cântăreață de operă, este cunoscută și pentru show-urile de jazz susținute. A făcut parte din distribuția musicalului Chicago, precum și a filmului Supraviețuitorul (în regia lui Sergiu Nicolaescu) și a jucat în diverse seriale.

## Studii
- Școala Populară de Artă, secția Jazz (2000)
- Universitatea de Artă „Luceafărul” (2000)
- Conservatorul de Muzică din București, secția Pedagogie muzicală

## Activitate profesională
- Artist liric la Opera Națională Română (din 1987)
- Coordonator vocal Teatrul Național „I.L. Caragiale” din București (din 2004)
- Coordonator vocal la Teatrul de stat de Operetă (2007)
- Participă la diverse festivaluri de gen cu ansamblul „Tinerimea Română” (1998, 2006)
- Turnee în Italia, Germania, Grecia, Thailanda, Japonia, Slovenia
- Participă la festivalurile de jazz din Iași, Craiova, Brașov, Constanța, București, Alba Iulia
- Roluri în filmele „Lucia di Lammermoor” (1994) și „La Urgență” (2006)
- A cântat în fața împărătesei Japoniei (1999), prințului Iordaniei (2006) și prințesei Thailandei (2003)
- A colaborat cu Marius Popp, Mircea Tiberian, Ovidiu Lipan Țăndărică, Marius Mihalache, Horia Brenciu, Sorin Terinte, Maurice du Martin, Garbis Dedeian, Carmen Rădulescu, Monica Anghel
- A ținut cursuri de canto pentru Ilinca Goia,   Ștefan Bănică Jr., Loredana, Silviu Biriș, Monica Davidescu, Aurelian Temișan, Maia Morgenstern.

## Premii
- Laureată la Festivalul de Jazz „Napocensis” (1997)